# Avondale (Colorado)
Avondale é uma Região censo-designada localizada no estado americano de Colorado, no Condado de Pueblo.

## Demografia
Segundo o censo americano de 2000, a sua população era de 754 habitantes.

## Geografia
De acordo com o United States Census Bureau tem uma área de 9,7 km², dos quais 9,5 km² cobertos por terra e 0,2 km² cobertos por água. Avondale localiza-se a aproximadamente 1382 m acima do nível do mar.

## Localidades na vizinhança
O diagrama seguinte representa as localidades num raio de 40 km ao redor de Avondale. 